# Rabi’a Sa’id Dżad
Rabi’a Sa’id Dżad (arab. رابعه سعيد جاد ;ur. 8 marca 1977) – egipska zapaśniczka walcząca w stylu wolnym. Zajęła czwarte miejsce na igrzyskach afrykańskich w 2003. Mistrzyni Afryki w 2002, trzecia w 2003, czwarta w 2000 roku.